# Lathyrus atropatanus
Lathyrus atropatanus là một loài thực vật có hoa trong họ Đậu. Loài này được (Grossh.) Sirj. miêu tả khoa học đầu tiên.